# Nehela spectabilis
Nehela spectabilis är en insektsart som beskrevs av William Lucas Distant 1917. Nehela spectabilis ingår i släktet Nehela och familjen dvärgstritar. Inga underarter finns listade i Catalogue of Life.